# Ajit Krishnan
Ajit Krishnan (né le 19 avril 1982 à Madras) est un Group captain dans l'armée de l'air indienne et l'un des quatre astronautes qui voleront dans l'espace dans le cadre des premiers vols habités de l'Inde dans l'espace,.

## Carrière
Krishnan a été inclus dans le processus de sélection des astronautes en 2019 par l'Institut de médecine aérospatiale (IAM), une organisation relevant de l'armée de l'air indienne. Plus tard, il a été présélectionné par l'IAM et l'ISRO parmi les quatre finalistes. En 2020, il est parti en Russie pour une formation de base avec trois autres astronautes sélectionnés. La formation de base a été achevée en 2021. De retour en Inde, il a suivi une formation au Centre de formation des astronautes à Bangalore.
Son nom en tant que membre de l'équipe des astronautes a été annoncé officiellement pour la première fois en public le 27 février 2024, lorsque le Premier ministre Narendra Modi a annoncé les noms des membres de l'équipe des astronautes pour la première mission spatiale de l'Inde au Centre spatial Vikram Sarabhai de l'ISRO à Thiruvananthapuram,.